# Villodre
Villodre é um município da Espanha na província de Palência, comunidade autónoma de Castela e Leão, de área 8,58 km² com população de 36 habitantes (2004) e densidade populacional de 4,20 hab/km².

## Demografia
| Variação demográfica do município entre 1991 e 2004 | Variação demográfica do município entre 1991 e 2004 | Variação demográfica do município entre 1991 e 2004 | Variação demográfica do município entre 1991 e 2004 |
| --------------------------------------------------- | --------------------------------------------------- | --------------------------------------------------- | --------------------------------------------------- |
| 1991                                                | 1996                                                | 2001                                                | 2004                                                |
| 52                                                  | 50                                                  | 39                                                  | 36                                                  |